# Horka (keresztnév)
A Horka régi magyar személynév. Eredetileg méltóságnév.

## Gyakorisága
Személynévként a 10. században viselte először Tétény vezér fia.
Az 1990-es években a Horka szórványos név, a 2000-es években nem szerepel a 100 leggyakoribb férfinév között.

## Névnapok
- szeptember 6.[2]